# Gordon Campbell

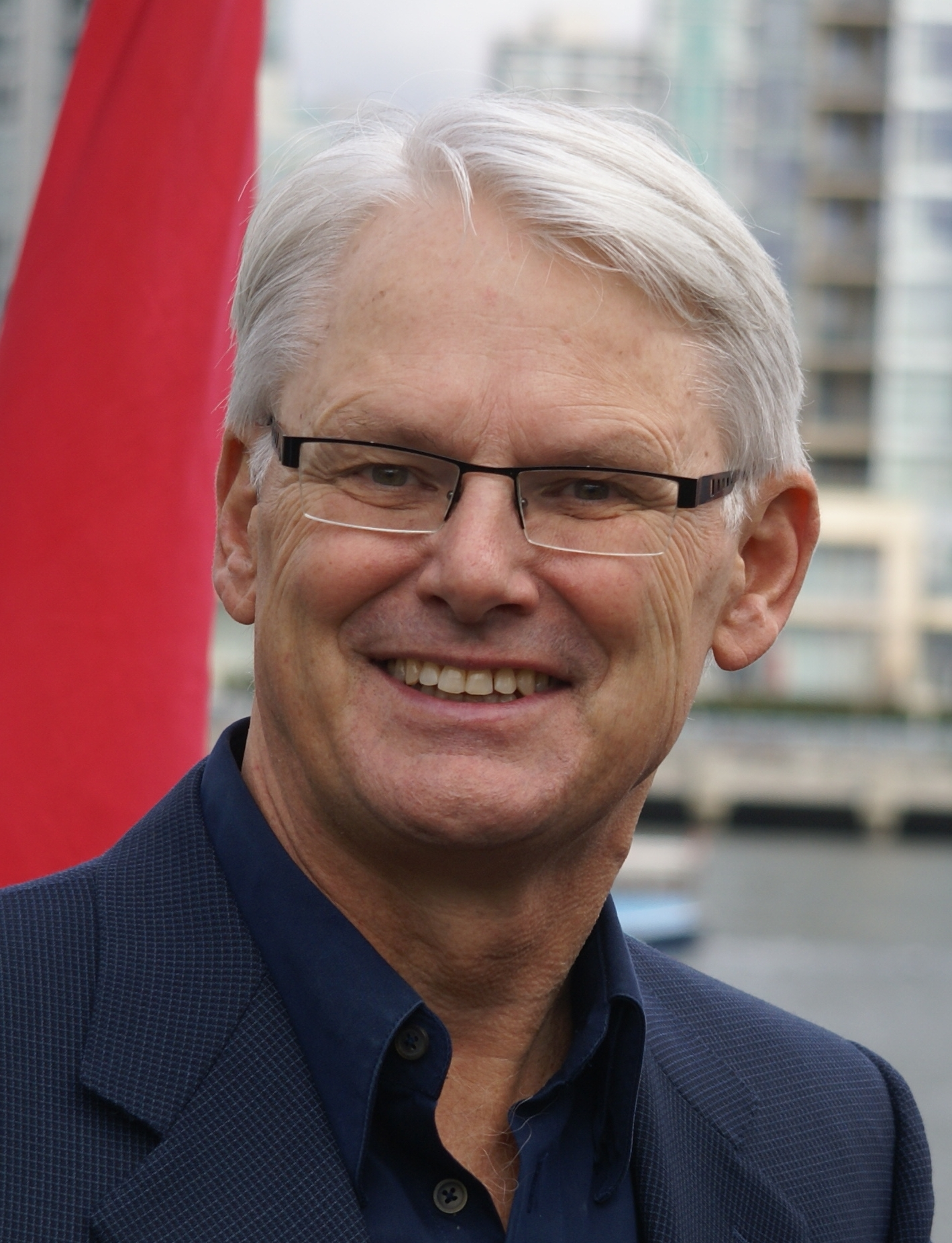
Gordon Campbell

Gordon Muir Campbell (* 12. Januar 1948 in Vancouver, British Columbia) ist ein kanadischer Politiker und Stadtplaner. Vom 5. Juni 2001 bis zum 14. März 2011 war er Premierminister der Provinz British Columbia. Campbell war von 1993 bis 2011 Vorsitzender der British Columbia Liberal Party und vertritt seit 1994 den Wahlbezirk Vancouver-Point Grey in der Legislativversammlung von British Columbia. Zuvor war er von 1986 bis 1993 Bürgermeister der Stadt Vancouver.

## Jugend und Studium
Campbell wurde als Sohn einer wohlhabenden Familie aus Vancouver geboren. Als er 13 Jahre alt war, beging sein Vater Suizid. Die Mutter musste daraufhin ihre vier Kinder allein erziehen. Campbell besuchte die University Hill Secondary School in Vancouver, wo er Präsident des Schülerrates war. Nach der Highschool erhielt er vom renommierten Dartmouth College in Hanover, New Hampshire ein Stipendium und studierte Stadtplanung. Außerdem erhielt er den Bachelor of Arts in englischer Sprache.
1970 heiratete Campbell in New Westminster Nancy Chipperfield. Im Rahmen eines Austauschprogramms der Entwicklungshilfeorganisation CUSO (Canadian University Students Overseas) ging er mit seiner Ehefrau nach Nigeria, wo er zwei Jahre lang an einer Schule unterrichtete. Nach seiner Rückkehr im Jahr 1972 wollte er Recht an der University of British Columbia studieren, gab dieses Vorhaben aber bald auf. Stattdessen unterstützte er den Wahlkampf von Art Phillips, der erfolgreich als Bürgermeister von Vancouver kandidierte. Bis 1976 blieb er Philipps' Assistent. Anschließend arbeitete Campbell als Projektmanager für das Immobilienunternehmen Marathon Realty und gründete die Citycore Development Corporation. 1978 machte er an der Simon Fraser University einen Abschluss als Master of Business Administration.

## Stadt- und Provinzpolitik
1984 wurde Campbell als Vertreter der Lokalpartei Non-Partisan Association in den Stadtrat von Vancouver gewählt. Von 1986 bis 1993 war er Bürgermeister der Stadt. In seine Amtszeit fallen die Expo 86, die Umwandlung des Weltausstellungsgeländes in eine hochverdichtete Wohnzone (das größte Stadtentwicklungsprojekt in der Geschichte der Stadt) und der Bau des neuen Hauptgebäudes der Vancouver Public Library. Darüber hinaus war Campbell Ratsvorsitzender des Greater Vancouver Regional District und Präsident des Gemeindeverbandes von British Columbia.
Die British Columbia Liberal Party wählte Campbell 1993 zu ihrem Vorsitzenden, wobei er sich gegen den Amtsinhaber Gordon Wilson durchsetzte, der das Vertrauen der Parteibasis verloren hatte. Mit dem Sieg bei einer Nachwahl im Wahlbezirk Vancouver-Quilchema eroberte er 1994 einen Sitz in der Legislativversammlung von British Columbia. Bei den Wahlen am 28. Mai 1996 kandidierte Campbell erfolgreich im Wahlbezirk Vancouver-Point Grey. Die Liberal Party erreichte zwar einen leicht höheren Stimmenanteil als die regierende sozialdemokratische British Columbia New Democratic Party (NDP), erhielt aber sechs Sitze weniger. Campbell blieb offizieller Oppositionsführer.
Die von Glen Clark geführte NDP-Regierung hatte mit zahlreichen Kontroversen sowie schwierigen wirtschaftlichen und finanziellen Bedingungen zu kämpfen. Clarks Nachfolger Dan Miller und Ujjal Dosanjh konnten den Popularitätsverlust ihrer Partei nicht aufhalten. Bei den Wahlen 16. Mai 2001 feierten die Liberalen einen überwältigenden Sieg: Mit einem Stimmenanteil von 57,62 % gewannen sie 77 von 79 Sitzen. Campbell trat am 5. Juni das Amt des Premierministers an.

## Premierminister
Einen Tag nach Amtsantritt erfüllte Campbell eines seiner Wahlversprechen: Er senkte die Einkommensteuer um einen Viertel und schaffte die Kapitalsteuer für Unternehmen ab. Um ein ausgeglichenes Haushaltssaldo zu erreichen, verfolgte die Regierung eine strikte Austeritätspolitik. Sie baute Sozialleistungen ab, reduzierte den Verwaltungsapparat und privatisierte die staatliche Eisenbahngesellschaft British Columbia Railway. Hingegen erhöhte die Regierung die Ausgaben im Bildungswesen und im staatlichen Gesundheitswesen.

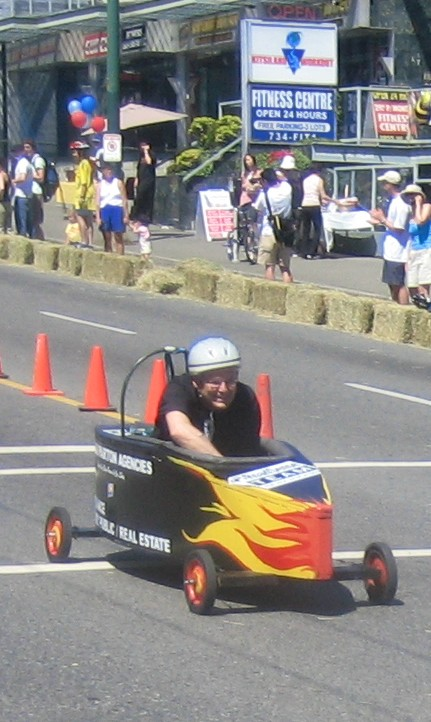
Campbell bei einem Seifenkistenrennen in Kitsilano

Im Januar 2003 weilte Campbell auf Maui im Urlaub. Er wurde dort wegen Fahrens im angetrunkenen Zustand kurzzeitig verhaftet und schließlich zu einer Geldstrafe verurteilt. Die Polizei des Bundesstaates Hawaii veröffentlichte ein Karteifoto (mug shot), das politische Gegner später immer wieder verwendeten, um Campbell öffentlich bloßzustellen. Die Organisation Mothers Against Drunk Driving forderte seinen Rücktritt.
Die Regierung führte feste Termine für die Wahlen des Provinzparlaments ein. Dies bedeutet, dass der Premierminister künftig auf sein aus der britischen Tradition heraus entstandenes Recht verzichtet, innerhalb einer bestimmten Frist den Wahltermin nach eigenem Ermessen zu bestimmen. Bei den Wahlen am 17. Mai 2005 sank der Wähleranteil der Liberalen auf 45,8 %, doch stellten sie mit 46 Sitzen weiterhin die Mehrheit. Am selben Tag scheiterte ein Referendum zur Wahlrechtsänderung: Zwar sprachen sich 57,7 % der Wahlbeteiligten für die Abschaffung des relativen Mehrheitswahlrechts und für die Einführung der übertragbaren Einzelstimmgebung aus, doch war dies unter den benötigten 60 %, welche die Regierung vorher als Bedingung festgelegt hatte. Ein weiteres Referendum im Jahr 2009 scheiterte ebenfalls.
Campbells zweite Amtszeit als Premierminister war zunächst von einem Wirtschaftsaufschwung geprägt. Die Arbeitslosenquote sank im Frühjahr 2007 auf 4,0 %, den tiefsten Stand seit 30 Jahren und 6 % weniger als noch 2001, verdoppelte sich aber innerhalb eines Jahres wieder. Die Wahlen am 12. Mai 2009 erbrachten fast dasselbe Ergebnis wie vier Jahre zuvor: Der Wähleranteil war praktisch derselbe, und aufgrund der Vergrößerung des Parlaments resultierten drei Sitzgewinne. Im Juli 2009 erklärte die Provinzregierung, sie wolle demnächst die zweistufige Mehrwertsteuer (5 % auf Bundesebene, 7 % auf Provinzebene) durch eine einheitliche Steuer von 12 % ersetzen. Dieses Vorhaben stieß bei der Opposition, bei den Medien und bei der Mehrheit der Bevölkerung auf Ablehnung, weil dadurch in einigen Produktbereichen eine Steuererhöhung unvermeidlich sei. Die Liberal Party verlor in den Meinungsumfragen massiv an Popularität. Im Juni 2010 trat Energieminister Blair Lekstrom zurück, um gegen die Einheits-Mehrwertsteuer zu protestieren.
Am 3. November 2010 gab Campbell angesichts anhaltender Proteste und geringer Zustimmungswerte in Meinungsumfragen bekannt, er werde als Regierungschef und Parteivorsitzender zurücktreten, sobald die Partei seinen Nachfolger bestimmt habe. Am 14. März 2011 trat Christy Clark seine Nachfolge an.